# Palavra Encantada
Palavra Encantada (estilizado Palavra (En)cantada) é um documentário brasileiro de 2009 dirigido por Helena Solberg.

## Sinopse
Uma viagem na história do cancioneiro brasileiro com um olhar especial para a relação entre poesia e música. Dos poetas provençais ao rap, do carnaval de rua aos poetas do morro, da bossa nova ao tropicalismo, Palavra (En)cantada passeia pela música brasileira até os dias de hoje, costurando depoimentos de grandes nomes da nossa cultura, performances musicais e surpreendente pesquisa de imagens.

## Elenco
- Chico Buarque de Hollanda... ele mesmo
- Paulo César Pinheiro...ele mesmo
- Adriana Calcanhotto...ela mesma
- Maria Bethânia...ela mesma
- Tom Zé...ele mesmo
- José Miguel Wisnik...ele mesmo
- Jorge Mautner...ele mesmo
- Arnaldo Antunes...ele mesmo
- Antonio Cícero...ele mesmo
- Martinho da Vila...ele mesmo
- Ismael Silva...ele mesmo

## Recepção
A revista Veja escreveu que "Diretora de Carmen Miranda: Bananas is my Business, Helena Solberg não consegue resgatar o brilhantismo de seu documentário anterior. Falta, sobretudo, foco mais definido em seu terceiro longa-metragem."